# The Adventure of Charles Augustus Milverton

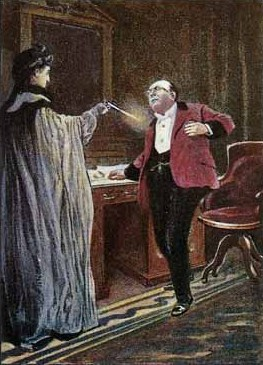
Mulher desconhecida mata Milverton

The Adventure of Charles Augustus Milverton é um conto de Arthur Conan Doyle protagonizado por Sherlock Holmes e Dr. Watson, o único em que aparece Charles Augustus Milverton. O conto foi publicado pela primeira vez na Collier's Weekly em Março de 1904 com ilustrações de Frederic Dorr Styles, e em Abril do mesmo ano, na Strand Magazine, ilustrado por Sidney Paget.

## Enredo
Charles Augustus Milverton é definido por Sherlock Holmes como o maior criminoso de Londres. Milverton oferece grandes quantias de dinheiro a lacaios e empregados por cartas comprometedoras de seus patrões, e quando acha necessário, usa essas cartas para chantagear. Lady Eva, cliente de Holmes, é extorquida por Milverton que exige £7,000 (sete mil libras) para não tornar públicas as cartas que poderiam impedir seu casamento.
Sherlock Holmes decide então tomar uma atitude que foge completamente aos seus princípios, ou seja, se tornar o mal-feitor por algumas horas, para invadir a casa de Milverton e roubar as cartas que comprometem sua cliente. Holmes já estava com as cartas na mão quando Milverton entra na sala, mas o detetive consegue se esconder sem ser visto, e pode então observar uma das cenas mais surpreendentes de sua carreira; o encontro marcado de uma suposta empregada com Milverton, onde esta iria entregar-lhe cartas de seus patrões. Entretanto, a mulher saca um revólver e mata o chantagista.

## Inspiração
Milverton foi inspirado em Charles Augustus Howell, comerciante de obras de arte que chantageou um grande número de pessoas, incluindo o poeta Dante Gabriel Rossetti. Howell morreu em 1890 sob circunstâncias estranhas, com seu corpo sendo encontrado perto de uma casa pública de Chelsea, com uma fenda na garganta e uma moeda de dez xelins na boca.